# Квінн Г'юз
Квінн Г'юз (англ. Quinn Hughes; нар. 14 жовтня 1999, Орландо) — американський хокеїст, захисник клубу НХЛ «Ванкувер Канакс». Гравець збірної команди США.
Старший брат Джека Г'юза також хокеїста НХЛ.

## Ігрова кар'єра
Хокейну кар'єру розпочав 2015 року в системі з розвитку юніорського хокею США (ХЛСШ).
З 2017 по 2019 роки Квінн виступав за університетську команду Мічигану (НКАА).
2018 року був обраний на драфті НХЛ під 7-м загальним номером командою «Ванкувер Канакс».
10 березня 2019 року Г'юз підписав трирічний контракт початкового рівня з клубом НХЛ «Ванкувер Канакс». 28 березня 2019 року, Квінн дебютував у НХЛ в парі з Люком Шенном у матчі проти «Лос-Анджелес Кінгс». У січні 2020 року його обрано на матчі всіх зірок НХЛ. У лютому Г'юза був визнаний новачком місяця. За підсумками сезону Квінн був номінований на Пам'ятний трофей Колдера разом із Домініком Кубаликом та Кейлом Макаром, який став володарем трофею.
За підсумками другого сезону Квінн отримав клубний приз «Канакс», як найкращий захисник команди.
1 жовтня 2021 року американець підписав шестирічний з «Канакс». 21 жовтня Г'юз став найшвидшим захисником в історії клубу, який набрав 100 очок.
4 березня 2023 року, Г'юз зробив дві результативні передачі в переможній грі 4–1 над «Торонто Мейпл Ліфс», ставши найшвидшим захисником в історії НХЛ, який досяг рубежу в 200 результативних передач.
Перед початком сезону 2023–24, Квінн став п'ятнадцятим капітаном ванкуверців та наймолодшим капітаном в НХЛ. У січні його вдруге обрали на матч всіх зірок НХЛ. За підсумками сезону Г'юз став переможцем Пам'ятного трофею Джеймса Норріса.
5 листопада 2024 року, Г'юз віддав три результативні передачі під час переможного матчу 5–1 над «Анагайм Дакс», ставши третім найшвидшим захисником в історії НХЛ, який досяг рубежу в 300 результативних передач. 1 грудня Квінн випередив Александра Едлера і став лідером «Канакс» за результативними передачами серед захисників. За підсумками сезону 2024–25 вдруге номінований на Пам'ятний трофей Джеймса Норріса.

## На рівні збірних
У складі юніорської збірної США брав участь в юнацькому турнірі в Канаді, став чемпіоном світу 2017 року.
У складі молодіжної збірної США здобув бронзові нагороди в 2018 році та срібні нагороди в 2019 році.
Гравець збірної команди США.

## Нагороди та досягнення
- Команда всіх зірок (молодіжна команда) — 2020.[25]
- Учасник матчу усіх зірок НХЛ — 2020, 2024.[16]
- Пам'ятний трофей Джеймса Норріса — 2024.
- Перша команда всіх зірок НХЛ — 2024.[26]
- Друга команда всіх зірок НХЛ — 2025.

## Статистика

### Клубні виступи
| 2015–16      | США                  | ХЛСШ         | 34  | 4  | 7   | 11  | 10  | —  | — | —  | —  | — |
| 2016–17      | США                  | ХЛСШ         | 26  | 4  | 22  | 26  | 10  | —  | — | —  | —  | — |
| 2017–18      | Університет Мічигану | НКАА         | 37  | 5  | 24  | 29  | 26  | —  | — | —  | —  | — |
| 2018–19      | Університет Мічигану | НКАА         | 31  | 5  | 28  | 33  | 16  | —  | — | —  | —  | — |
| 2018–19      | «Ванкувер Канакс»    | НХЛ          | 5   | 0  | 3   | 3   | 2   | —  | — | —  | —  | — |
| 2019–20      | «Ванкувер Канакс»    | НХЛ          | 68  | 8  | 45  | 53  | 22  | 17 | 2 | 14 | 16 | 2 |
| 2020–21      | «Ванкувер Канакс»    | НХЛ          | 56  | 3  | 38  | 41  | 22  | —  | — | —  | —  | — |
| 2021–22      | «Ванкувер Канакс»    | НХЛ          | 76  | 8  | 60  | 68  | 28  | —  | — | —  | —  | — |
| 2022–23      | «Ванкувер Канакс»    | НХЛ          | 78  | 7  | 69  | 76  | 34  | —  | — | —  | —  | — |
| 2023–24      | «Ванкувер Канакс»    | НХЛ          | 82  | 17 | 75  | 92  | 38  | 13 | 0 | 10 | 10 | 6 |
| 2024–25      | «Ванкувер Канакс»    | НХЛ          | 68  | 16 | 60  | 76  | 29  | —  | — | —  | —  | — |
| Усього в НХЛ | Усього в НХЛ         | Усього в НХЛ | 433 | 59 | 350 | 409 | 175 | 30 | 2 | 24 | 26 | 8 |

### Збірна
| Рік                | Команда            | Турнір             | Місце              | І  | Г | П  | О  | ШХ |
| ------------------ | ------------------ | ------------------ | ------------------ | -- | - | -- | -- | -- |
| 2015               | США                | U17                | 5-е                | 5  | 1 | 9  | 10 | 6  |
| 2017               | США                | ЮЧС18              | 1                  | 7  | 1 | 4  | 5  | 4  |
| 2018               | США                | МЧС                | 3                  | 7  | 0 | 3  | 3  | 6  |
| 2018               | США                | ЧС                 | 3                  | 10 | 0 | 2  | 2  | 2  |
| 2019               | США                | МЧС                | 2                  | 7  | 0 | 2  | 2  | 0  |
| 2019               | США                | ЧС                 | 7-е                | 8  | 1 | 9  | 10 | 0  |
| Молодіжна збірна   | Молодіжна збірна   | Молодіжна збірна   | Молодіжна збірна   | 26 | 2 | 18 | 20 | 16 |
| Національна збірна | Національна збірна | Національна збірна | Національна збірна | 18 | 0 | 9  | 9  | 2  |